# Bundestagswahlkreis Stadt Hannover I
Der Bundestagswahlkreis Stadt Hannover I (Wahlkreis 41) ist ein Wahlkreis in Niedersachsen und umfasst den Nordteil der zur Region Hannover gehörenden niedersächsischen Landeshauptstadt Hannover mit den Stadtteilen Anderten, Bothfeld, Brink-Hafen, Burg, Groß-Buchholz, Hainholz, Heideviertel, Isernhagen-Süd, Kleefeld, Lahe, Ledeburg, Leinhausen, List, Marienwerder, Misburg-Nord, Misburg-Süd, Nordhafen, Oststadt, Sahlkamp, Stöcken, Vahrenheide, Vahrenwald, Vinnhorst und Zoo.

## Wahlkreisgeschichte
| Wahl      | Wahlkreisname          | Gebiet |
| --------- | ---------------------- | --- |
| 1949      | 18 Stadt Hannover-Nord | Von Hannover die damaligen Stadtteile Buchholz, Hainholz, Herrenhausen, Stöcken, List, Vahrenwald und Stadtmitte |
| 1953–1961 | 40 Stadt Hannover-Nord | Von Hannover die damaligen Stadtteile Buchholz, Hainholz, Herrenhausen, Stöcken, List, Vahrenwald und Stadtmitte |
| 1965–1976 | 36 Hannover I          | Von Hannover das Stadtgebiet nördlich der Bahnlinie Seelze–Hannover Hauptbahnhof–Lehrte |
| 1980–1998 | 36 Stadt Hannover I    | Von Hannover die Stadtteile Anderten, Bothfeld, Brink-Hafen, Burg, Groß-Buchholz, Hainholz, Heideviertel, Isernhagen-Süd, Kleefeld, Lahe, Ledeburg, Leinhausen, List, Marienwerder, Misburg, Nordhafen, Oststadt, Sahlkamp, Stöcken, Vahrenheide, Vahrenwald, Vinnhorst und Zoo |
| 2002–2005 | 41 Stadt Hannover I    | Von Hannover die Stadtteile Anderten, Bothfeld, Brink-Hafen, Burg, Groß-Buchholz, Hainholz, Heideviertel, Isernhagen-Süd, Kleefeld, Lahe, Ledeburg, Leinhausen, List, Marienwerder, Misburg, Nordhafen, Oststadt, Sahlkamp, Stöcken, Vahrenheide, Vahrenwald, Vinnhorst und Zoo |
| 2009      | 42 Stadt Hannover I    | Von Hannover die Stadtteile Anderten, Bothfeld, Brink-Hafen, Burg, Groß-Buchholz, Hainholz, Heideviertel, Isernhagen-Süd, Kleefeld, Lahe, Ledeburg, Leinhausen, List, Marienwerder, Misburg, Nordhafen, Oststadt, Sahlkamp, Stöcken, Vahrenheide, Vahrenwald, Vinnhorst und Zoo |
| 2013      | 41 Stadt Hannover I    | Von Hannover die Stadtteile Anderten, Bothfeld, Brink-Hafen, Burg, Groß-Buchholz, Hainholz, Heideviertel, Isernhagen-Süd, Kleefeld, Lahe, Ledeburg, Leinhausen, List, Marienwerder, Misburg, Nordhafen, Oststadt, Sahlkamp, Stöcken, Vahrenheide, Vahrenwald, Vinnhorst und Zoo |

## Wahlkreisabgeordnete
| Wahl            | Abgeordneter | Abgeordneter   | Partei | Stimmen in % |
| --------------- | ------------ | -------------- | ------ | ------------ |
| 1949            |              | Bruno Leddin   | SPD    | 44,1         |
| 1951 (Nachwahl) |              | Egon Franke    | SPD    | 52,9         |
| 1953            | 38,8         | Egon Franke    | SPD    |              |
| 1957            |              | Adolf Cillien  | CDU    | 44,9         |
| 1961            |              | Egon Franke    | SPD    | 44,1         |
| 1965            | 50,2         | Egon Franke    | SPD    |              |
| 1969            | 55,8         | Egon Franke    | SPD    |              |
| 1972            | 58,5         | Egon Franke    | SPD    |              |
| 1976            | 52,9         | Egon Franke    | SPD    |              |
| 1980            | 53,7         | Egon Franke    | SPD    |              |
| 1983            | 46,9         | Egon Franke    | SPD    |              |
| 1987            |              | Gerd Andres    | SPD    | 46,1         |
| 1990            | 43,7         | Gerd Andres    | SPD    |              |
| 1994            | 44,3         | Gerd Andres    | SPD    |              |
| 1998            | 54,6         | Gerd Andres    | SPD    |              |
| 2002            | 55,5         | Gerd Andres    | SPD    |              |
| 2005            | 52,8         | Gerd Andres    | SPD    |              |
| 2009            |              | Kerstin Tack   | SPD    | 39,0         |
| 2013            | 43,5         | Kerstin Tack   | SPD    |              |
| 2017            | 35,6         | Kerstin Tack   | SPD    |              |
| 2021            |              | Adis Ahmetovic | SPD    | 34,9         |
| 2025            | 34,1         | Adis Ahmetovic | SPD    |              |

## Wahlergebnisse

### Bundestagswahl 2025
| Kandidaten                                             | Kandidaten                  | Parteien/Listen       | Erststimmen | Erststimmen | Zweitstimmen | Zweitstimmen |
| Kandidaten                                             | Kandidaten                  | Parteien/Listen       | Stimmen     | %           | Stimmen      | %            |
| ------------------------------------------------------ | --------------------------- | --------------------- | ----------- | ----------- | ------------ | ------------ |
|                                                        | Adis Ahmetovićgewählt im WK | SPD                   | 48.667      | 34,1        | 33.839       | 23,7         |
|                                                        | Michaela Menschel           | CDU                   | 32.819      | 23,0        | 30.596       | 21,4         |
|                                                        | Timon Dzienus               | Bündnis 90/Die Grünen | 22.397      | 15,7        | 25.753       | 18,0         |
|                                                        | Joris-Colin Stietenroth     | FDP                   | 3.994       | 2,8         | 6.177        | 4,3          |
|                                                        | Jörn König                  | AfD                   | 18.719      | 13,1        | 18.413       | 12,9         |
|                                                        | Martina Hamich              | Die Linke             | 12.047      | 8,4         | 17.020       | 11,9         |
|                                                        | Frank Michael Weber         | Freie Wähler          | 1.081       | 0,8         | 526          | 0,4          |
|                                                        | –                           | Tierschutzpartei      | –           | –           | 1.417        | 1,0          |
|                                                        | –                           | dieBasis              | –           | –           | 249          | 0,2          |
|                                                        | –                           | Die PARTEI            | –           | –           | 659          | 0,5          |
|                                                        | Reiner Budnick              | Piraten               | 727         | 0,5         | 326          | 0,2          |
|                                                        | Joana Zahl                  | Volt                  | 1.908       | 1,3         | 1.202        | 0,8          |
|                                                        | –                           | PdH                   | –           | –           | 125          | 0,1          |
|                                                        | Anke Nierstenhöfer          | MLPD                  | 324         | 0,2         | 82           | 0,1          |
|                                                        | –                           | Bündnis Deutschland   | –           | –           | 147          | 0,1          |
|                                                        | –                           | BSW                   | –           | –           | 6.422        | 4,5          |
| Gesamt                                                 | Gesamt                      | Gesamt                | 142.683     | 100         | 142.953      | 100          |
|                                                        |                             |                       |             |             |              |              |
| Ungültige Stimmen                                      | Ungültige Stimmen           | Ungültige Stimmen     | 1.066       | 0,7         | 796          | 0,6          |
| Wähler                                                 | Wähler                      | Wähler                | 143.749     | 81,9        | 143.749      | 81,9         |
| Wahlberechtigte                                        | Wahlberechtigte             | Wahlberechtigte       | 175.419     |             | 175.419      |              |
|                                                        |                             |                       |             |             |              |              |
| Quellen: Die Bundeswahlleiterin, Kandidaten – Ergebnis |                             |                       |             |             |              |              |

### Bundestagswahl 2021
| Direktkandidat       | Partei           | Erststimmen in % | Zweitstimmen in % |
| -------------------- | ---------------- | ---------------- | ----------------- |
| Maximilian Oppelt    | CDU              | 21,4             | 18,3              |
| Adis Ahmetovic       | SPD              | 34,9             | 31,0              |
| Katharina Wieking    | FDP              | 7,5              | 10,4              |
| Jörn König           | AfD              | 5,9              | 6,0               |
| Swantje Michaelsen   | GRÜNE            | 21,8             | 23,8              |
| Hans-Herbert Ullrich | DIE LINKE        | 3,6              | 4,5               |
| Jens Bolm            | Die PARTEI       | 1,2              | 0,9               |
| Corinna Günther      | Tierschutzpartei | 1,2              | 1,1               |
| Reiner Budnick       | PIRATEN          | 0,6              | 0,5               |
| –                    | NPD              | –                | 0,1               |
| –                    | V-Partei³        | –                | 0,1               |
| Iko Schneider        | ÖDP              | 0,1              | 0,1               |
| Anke Nierstenhöfer   | MLPD             | 0,1              | 0,0               |
| –                    | DKP              | –                | 0,0               |
| Karl-Heinz Bader     | dieBasis         | 1,0              | 0,9               |
| –                    | du.              | –                | 0,1               |
| –                    | LKR              | –                | 0,0               |
| –                    | Die Humanisten   | –                | 0,1               |
| –                    | Team Todenhöfer  | –                | 0,8               |
| –                    | Volt             | –                | 0,5               |

### Bundestagswahl 2017
Zur Bundestagswahl am 24. September 2017 wurden 18 Landeslisten zugelassen. Die Parteien haben die folgenden Kandidaten aufgestellt.
| Direktkandidat       | Partei           | Erststimmen in % | Zweitstimmen in % |
| -------------------- | ---------------- | ---------------- | ----------------- |
| Maximilian Oppelt    | CDU              | 29,6             | 27,2              |
| Kerstin Tack         | SPD              | 35,6             | 27,4              |
| Swantje Michaelsen   | GRÜNE            | 9,1              | 12,2              |
| Hans-Herbert Ullrich | DIE LINKE.       | 7,2              | 9,3               |
| Claudia Winterstein  | FDP              | 6,5              | 10,2              |
| Jörn König           | AfD              | 8,5              | 9,1               |
| Christian Vey        | PIRATEN          | 0,9              | 0,6               |
| –                    | NPD              | –                | 0,2               |
| –                    | Tierschutzpartei | –                | 0,9               |
| Claas Donat Osterloh | FREIE WÄHLER     | 0,5              | 0,3               |
| Anke Nierstenhöfer   | MLPD             | 0,1              | 0,1               |
| –                    | BGE              | –                | 0,3               |
| –                    | DiB              | –                | 0,2               |
| Frank Georg Braun    | DKP              | 0,1              | 0,1               |
| –                    | DM               | –                | 0,4               |
| –                    | ÖDP              | –                | 0,1               |
| Jens Manuel Bolm     | Die PARTEI       | 1,8              | 1,3               |
| –                    | V-Partei³        | –                | 0,2               |

### Bundestagswahl 2013
Zur Wahl am 22. September wurden 14 Landeslisten zugelassen.
| Direktkandidat          | Partei           | Erststimmen in % | Zweitstimmen in % |
| ----------------------- | ---------------- | ---------------- | ----------------- |
| Kerstin Tack            | SPD              | 43,5             | 35,5              |
| Wilfried Lorenz         | CDU              | 36,5             | 33,5              |
| Silvia Klingenburg-Pülm | GRÜNE            | 7,7              | 12,3              |
| Oliver Förste           | DIE LINKE.       | 5,0              | 6,2               |
| Matthias Dorn           | AfD              | 3,2              | 3,6               |
| Thomas Iseke            | FDP              | 1,5              | 4,7               |
| Reiner Budnick          | PIRATEN          | 1,9              | 1,9               |
| Bettina Redöhl          | FREIE WÄHLER     | 0,6              | 0,4               |
| –                       | Tierschutzpartei | –                | 0,8               |
| –                       | NPD              | –                | 0,6               |
| Kurt-Peter Kleffel      | MLPD             | 0,1              | 0,1               |
| –                       | pro Deutschland  | –                | 0,1               |
| –                       | REP              | –                | 0,1               |
| –                       | PBC              | –                | 0,1               |

### Bundestagswahl 2009
| Direktkandidat      | Partei     | Erststimmen | Zweitstimmen |
| ------------------- | ---------- | ----------- | ------------ |
| Kerstin Tack        | SPD        | 39,0 %      | 31,2 %       |
| Rita Pawelski       | CDU        | 32,8 %      | 26,5 %       |
| Carolin Friedemann  | GRÜNE      | 10,3 %      | 14,6 %       |
| Claudia Winterstein | FDP        | 7,5 %       | 12,8 %       |
| Michael Höntsch     | Die Linke. | 8,2 %       | 9,3 %        |
| Sonstige            | Sonstige   | 2,2 %       | 5,6 %        |

### Bundestagswahl 2005
| Direktkandidat       | Partei     | Erststimmen | Zweitstimmen |
| -------------------- | ---------- | ----------- | ------------ |
| Gerd Andres          | SPD        | 52,8 %      | 46,4 %       |
| Rita Pawelski        | CDU        | 31,8 %      | 26,2 %       |
| Christopher Bodirsky | GRÜNE      | 6,0 %       | 11,1 %       |
| Claudia Winterstein  | FDP        | 3,9 %       | 8,9 %        |
| Andreas Brändle      | Die Linke. | 4,0 %       | 4,8 %        |
| Sonstige             | Sonstige   | 1,3 %       | 2,7 %        |